# 第38回IBAFワールドカップ日本代表
第38回IBAFワールドカップ日本代表（だい38かいIBAFワールドカップにっぽんだいひょう）は、2009年9月にヨーロッパ各地において行われた第38回IBAFワールドカップに出場するために編成された野球の日本代表チームである。

## 概要
- プロ野球はペナントレースの佳境を迎え、大学野球も秋季リーグと日程が重複することから、日本代表は当初からオール社会人チームで選抜されることが決まっていた。
- 代表選考の合宿等は行わず、大会に先立つように行われていた第80回都市対抗野球大会での活躍をもとに選手が選抜された。そのため、選手全員が同大会に出場しており、大会出場を逃したチームからの選抜は行われなかった。同大会で橋戸賞を獲得した筑川利希也投手（Honda）は当初代表入りしていたが、大会中に故障したことから、発表後に代表入りを辞退した。主に20代後半の選手が選出され、学生と社会人の混成であった前回大会代表に比べて、年齢が若干高くなった。
- 本戦では1次ラウンドから苦戦が続き、2次ラウンド敗退・最終10位の結果に終わった。

## 代表メンバー
No.は背番号。所属や年齢は選出当時。
| 位置   | No. | 氏名       | 所属               | 年齢 |
| ------ | --- | ---------- | ------------------ | ---- |
| 監督   | 30  | 杉本泰彦   | 日本通運元監督     | 50   |
| コーチ | 31  | 小島啓民   | 三菱重工長崎元監督 | 45   |
| コーチ | 32  | 高見泰範   | 東芝元監督         | 45   |
| コーチ | 33  | 堀井哲也   | JR東日本監督       | 47   |
| 投手   | 11  | 山中浩史   | Honda熊本          | 23   |
| 投手   | 13  | 田中篤史   | パナソニック       | 29   |
| 投手   | 14  | 斎藤貴志   | JR東日本           | 31   |
| 投手   | 15  | 阿南徹     | 日本通運           | 25   |
| 投手   | 16  | 岡本洋介   | ヤマハ             | 24   |
| 投手   | 17  | 増井浩俊   | 東芝               | 25   |
| 投手   | 18  | 大谷智久   | トヨタ自動車       | 24   |
| 投手   | 19  | 亀川裕之   | 三菱重工横浜       | 28   |
| 投手   | 20  | 平井英一   | 富士重工業         | 31   |
| 投手   | 21  | 比嘉幹貴   | 日立製作所         | 26   |
| 捕手   | 23  | 佐伯亮     | Honda              | 30   |
| 捕手   | 24  | 鈴木健司   | 日本通運           | 29   |
| 捕手   | 27  | 山岡剛     | 新日本石油ENEOS    | 25   |
| 内野手 | 4   | 久米健     | 三菱重工長崎       | 28   |
| 内野手 | 5   | 澤村幸明   | 日本通運           | 29   |
| 内野手 | 6   | 森志朗     | パナソニック       | 23   |
| 内野手 | 7   | 宮澤健太郎 | 新日本石油ENEOS    | 29   |
| 内野手 | 8   | 佐々木勉   | 三菱重工横浜       | 30   |
| 内野手 | 9   | 横山憲一   | 三菱重工神戸       | 27   |
| 外野手 | 1   | 長野久義   | Honda              | 24   |
| 外野手 | 3   | 小手川喜常 | Honda              | 24   |
| 外野手 | 10  | 池邉啓二   | 新日本石油ENEOS    | 27   |
| 外野手 | 28  | 清田育宏   | NTT東日本          | 23   |
| 外野手 | 29  | 荒波翔     | トヨタ自動車       | 23   |

## 大会戦績

### 1次ラウンド
（クロアチア・ザグレブ。日付は現地時間）
- 第1戦（9月10日）　日本 9－7 イギリス
- 第2戦（9月11日）　日本 13－3 クロアチア　（7回コールド）
- 第3戦（9月12日）　日本 4－8 ニカラグア
2勝1敗のラウンド2位で2次ラウンド進出

### 2次ラウンド
（イタリア各地。日付は現地時間）
- 第1戦（9月13日）　日本 9－3 メキシコ
- 第2戦（9月15日）　日本 2－4 アメリカ
- 第3戦（9月16日）　日本 1－3 チャイニーズタイペイ　（延長10回タイブレーク）
- 第4戦（9月17日）　日本 2－3x カナダ　（延長11回タイブレーク）
- 第5戦（9月18日）　日本 4－6 イタリア
- 第6戦（9月19日）　日本 0－5 オーストラリア
- 第7戦（9月20日）　日本 10－1 オランダ領アンティル
2勝5敗のラウンド5位（総合10位）で2次ラウンド敗退決定